# Ildebrando (vescovo di Roselle)
Ildebrando (XI secolo – dopo il 1108) è stato un vescovo cattolico italiano.

## Biografia
Ildebrando fu canonico della cattedrale di Lucca, come testimonia una lettera del 14 ottobre 1103 inviata da papa Pasquale II a Rangerio, vescovo di Lucca.
È ricordato per la prima volta come vescovo di Roselle in un istrumento del 7 aprile 1101 rogato a Grosseto nella pieve di Santa Maria, futura cattedrale diocesana. L'atto riguardava una donazione da parte del vescovo di alcune decime a favore dell'abate Domenico dei benedettini dell'abbazia di Santa Maria di Alberese; alla sottoscrizione erano presenti, oltre al vescovo, anche il cardinale Bernardo degli Uberti, il preposto Alberto di Roselle e il visdomino Ranieri.
Nel 1108, alla sua morte, il conte Ranieri lasciò a Ildebrando e alla mensa vescovile di Roselle i propri beni situati nel distretto del castello di Scarlino, tramite un atto stipulato il 2 ottobre a Scarlino dal notaio regio Pietro. Esecutori testamentari furono Raniero Asquini, Enrico Brenci e Durellino Ugifolfi. L'intestazione del documento recita: «Anno vero 1108. sexto nonas Octobris, Rainerus q. Asquini, Herrigus q. Brenci, & Durellinus q. Ugifolfi executores piæ voluntatis q. Com. Rainerii donarunt Ildebrando, & eius successoribus mediatem Castelli, quod Scarlinum appellabatur, hoc confecto largitionis instrumento».
Secondo il Necrologio del capitolo della cattedrale di Lucca, Ildebrando morì il 20 maggio di un anno imprecisato tra 1109 e il 1118, anno in cui è documentato il suo successore Berardo.